# 埃杜爾·西古比約翰森
埃杜爾·西古比約翰森（1990年2月26日—）是一位冰島足球運動員。在場上的位置是後衛。他現在效力於冰島足球超級聯賽球隊韋斯特曼納島競技俱樂部。他也代表冰島國家足球隊參賽。